# بنك مصر
بنك مصر هو بنك مصري تأسس عام 1920 على يد الاقتصادي المصري طلعت حرب برسالة هي استثمار المدخرات القومية وتوجيهها لتسريع النمو الاقتصادي والاجتماعي، قام المصرف في الفترة من 1920 إلى 1960 بإنشاء 26 شركة في مجالات اقتصادية مختلفة تشمل الغزل والنسيج والتأمين والنقل والطيران وصناعة السينما، وقام طلعت حرب بتأسيس هذا المصرف لتمويل المشروعات الاقتصادية ولرفع شؤون الدولة اقتصاديا ذلك لبعض المشاكل التي حدثت في الاحتلال البريطاني لمصر فأثرت علي شؤون الدولة سياسياً وأدى إلى تدهور اقتصاد البلاد آنذاك.
يصل عدد المشروعات التي يساهم فيها المصرف حالياً إلى 220 مشروعاً في عدة مجالات مختلفة منها 11 بنوك مشترك، 32 مشروع صناعي، 23 مشروع سياحي، 27 مشروع سكني، 31 مشروع زراعي وغذائي، 27 مشروعاً مالياً، 24 مشروعاً خدمياً، 16 مشروعاً في مجال تكنولوجيا المعلومات والاتصالات، و7 صناديق استثمار مباشر، هذا بالإضافة إلى 15 مشروع بمجموعة أحمد بهجت، كما قام المصرف بإنشاء اثنين من أكبر صناديق الاستثمار في مصر، وللبنك أكثر من 600 فرع داخل مصر، بخلاف فروعه الخارجية بدولة الإمارات العربية المتحدة، لبنان، فرنسا، وألمانيا، بالإضافة إلى مكاتب التمثيل في كلاً من روسيا والصين.

## التاريخ

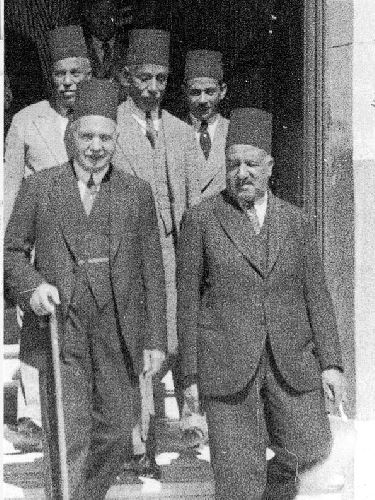
طلعت حرب ومدحت يكن في افتتاح أحد مقرات مصرف مصر عام 1935

كانت فكرة إنشاء بنك مصري وطني حلم يراود الكثيرين منذ أيام محمد علي باشا، فبالرغم من أن محمد علي قبل وفاته أمر بإنشاء مصرف برأسمال قدره 700 ألف ريال، إلا أن مشروع المصرف انهار كسائر مشروعات والي مصر لمّا أصابه المرض بعد أن ضاعت ثمرة حروبه عليه نتيجة التواطؤ الدولي على حصار قوته، ثم عادت فكرة (مصرف مصر) إلى الحياة بعد أن دعا إليها «أمين شميل» في مقال له في 26 أبريل 1879 في جريدة «التجارة»، واجتمع على أثر ذلك عدد من أعيان مصر، غير أن الخلاف الذي نشب بين الجمعية الوطنية المصرية التي أنشأها الخديوي إسماعيل وبين الخديوي والتي وقعت في أعقابه الثورة العرابية أعاق إتمام الفكرة، ويحكي صديق عرابي الشهير «مستر بلنت» في مذكراته عن الثورة العرابية عن عزم عرابي إنشاء «مصرف تسليف» للفلاحين لولا أن الاحتلال داهم الحكومة العرابية وقضى المشروع.
ثم عادت فكرة مصرف مصر إلى الظهور عندما بدأ «عمر لطفي بك» عضو الحزب الوطني ووكيل كلية الحقوق في إلقاء محاضرات في نادي المدارس العليا ابتداء من اليوم الأول في نوفمبر 1908 عن نظام التعاون والتسليف في ألمانيا وإيطاليا، لكن الفكرة عانت من الخلاف بين التيارات التقدمية والرجعية، ولم تنجح الفكرة مجدداً إلا مع مجهودات طلعت حرب الذي بدأ بطرح الفكرة في بعض خطبه، وعقب انعقاد المؤتمر المصري الأول في 29 أبريل 1911 انتهز طلعت حرب اجتماع أعيان البلاد وكبرائها وعرضت لجنة المؤتمر فكرة إنشاء مصرف مصري، وقرر المؤتمر بالإجماع وجوب إنشاء مصرف مصري برؤوس أموال مصرية، كما قرر اختيار طلعت حرب للسفر إلى أوروبا لدراسة فكرة إنشاء المصرف بعد عمل دراسة كافية عن المصارف الوطنية وأسلوب عملها في الدول الأوربية، فلما صدر كتاب طلعت حرب بعد هذا، آمن كل مصري بالفكرة التي يدعو لها وإلى تنفيذها، لكن الحرب العالمية الأولى التي أعلنت في 4 أغسطس سنة 1914 أدّت إلى تأجيل فكرة المصرف لأكثر من 8 سنوات، وعادت من جديد الدعوة لإنشاء المصرف بعد قيام ثورة 1919.
أقنع طلعت حرب مائة وستة وعشرين من المصريين بالاكتتاب لإنشاء المصرف، وبلغ ما اكتتبوا به ثمانون ألف جنيه، تمثل عشرين ألف سهم، أي أنهم جعلوا ثمن السهم أربعة جنيهات فقط، وكان أكبر مساهم هو عبد العظيم المصري بك من أعيان مغاغة الذي اشترى ألف سهم، وفي الثلاثاء 13 أبريل 1920 نشرت الوقائع المصرية في الجريدة الرسمية للدولة مرسوم تأسيس شركة مساهمة مصرية تسمى «بنك مصر»، كان قد تم قبل ذلك عقد تأسيس الشركة بين ثمانية من المائة والستة والعشرون مساهماً جميعهم مصريون، وحرر بصفة عرفية في 8 مارس 1920، ثم سجل في 3 أبريل أي بعد أقل من شهر وهؤلاء الثمانية هم: أحمد مدحت يكن باشا، يوسف أصلان قطاوي باشا، طلعت حرب، عبد العظيم المصري بك، الدكتور فؤاد سلطان، عبد الحميد السيوفي أفندي، اسكندر مسيحه أفندي، عباس بسيوني الخطيب أفندي.

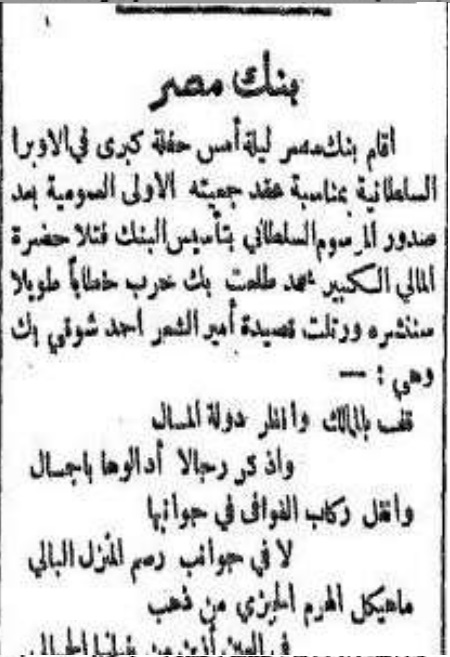
خبر إعلان تأسيس المصرف عام 1920 - من جريدة الأهرام

نص عقد الشركة الابتدائي على أن الغرض من إنشاء البنك هو القيام بجميع أعمال البنوك، من خصم وتسليف على البضائع والمستندات والأوراق المالية والكامبيو والعمولة، وقبول الأمانات والودائع، وفتح الحسابات والاعتمادات، وبيع وشراء السندات والأوراق المالية، والاشتراك في إصدار السندات، وغير ذلك مما يدخل في أعمال البنوك بلا قيد أو تحديد، وأنه يجوز زيادة رأس المال بقرار من الجمعية العمومية للمساهمين، على أن يقوم بإدارة الشركة أو المصرف مجلس إدارة مكون من تسعة أعضاء على الأقل ومن خمسة عشر عضواً على الأكثر تنتخبهم الجمعية العمومية، وتم انتخاب مجلس الإدارة المكون من من: 
- أحمد مدحت يكن باشا.. رئيسا لمجلس الإدارة
- يوسف أصلان قطاوي.. وكيلا
- محمد طلعت حرب بك.. نائب للرئيس وعضو مجلس الإدارة المنتدب
- الدكتور فؤاد سلطان بك.. عضو مجلس الإدارة المنتدب بالإنابة

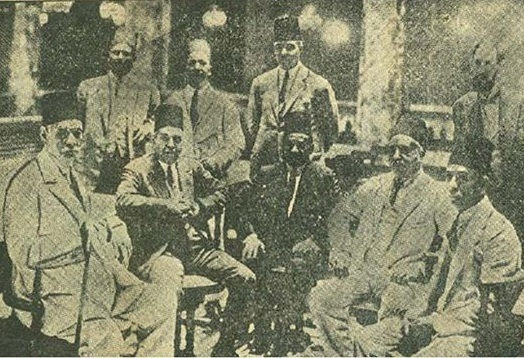
سعد زغلول في زيارة تهنئة لطلعت حرب بمناسبة افتتاح بنك مصر

أما الأعضاء فهم: عبد الحميد السيوفي، علي ماهر، عبد العظيم المصري، إسكندر مسيحة، يوسف شيكوريل وعباس بسيوني الخطيب.
اشترط العقد أن يملك عضو مجلس الإدارة مائتين وخمسين سهماً على الأقل، ولا يجوز له التصرف فيها طول مدة عضويته، وأن لا يكون عضواً بالجمعية العمومية من يملك أقل من خمسة أسهم، وتأسس بنك مصر حول المحاور الرئيسية وهي إنشاء بنك مصري برأسمال مصري وإدارة مصرية وكوادر مصرية ولغة تعامل عربية وتحويل تنموي للاقتصاد الوطني من الاستثمار الزراعي إلى الاستثمار الصناعي.
كانت سلطات الاحتلال البريطاني لم تحاول منع قيام هذا البنك المصري أو وضع العقبات في طريق إنشائه، على الرغم أنه قام لينافس البنك الأهلي المصري الذي كان يمثل سلطة الاحتلال الاقتصادي الإنجليزي لمصر، وأرجح ذلك إلى أن الشارع المصري كان في ذلك الوقت في حالة غليان في أعقاب ثورة 1919، فلم تشأ سلطة الاحتلال أن تفجّر الوضع مرة أخرى مثل ما حدث باعتقال سعد زغلول من قبل. كما أن الإنجليز ربما رأوا أن بنك مصر برأس ماله الصغير وقلّة خبرة المصريين في أعمال البنوك لن يستطيع الصمود في المنافسة، ولن يلبث أن يقع ويغلق أبوابه، فلا داعي لدخول معركة ضد الرأي العام لا حاجة لها.
وفي 10 مايو 1920 تم افتتاح البنك رسمياً، وألقى طلعت حرب خطبة في دار الأوبرا المصرية بمناسبة بدء أعمال بنك مصر، وكان أول مقر له في شارع الشيخ أبو السباع، وبدأت رحلة بنك مصر في تمصير الاقتصاد المصري والقيام بدور كبير في الاقتصاد المصري، حيث ساهم في تأسيس مجموعة من الشركات المستقلة التي تدور في فلكه فترفعه والقطاعات الاقتصادية الأخرى تدريجياً نتيجة التفاعل الطبيعي بينها جميعاً وأدت سياسته إلى الكثير من التطورات التي شوهدت في الاقتصاد الوطني والتي كانت مرتبطة إلى حد كبير بنشاط بنك مصر وشركاته أو كانت تمثل نتيجة من نتائجه·
| م  | الشركة                          | سنة التأسيس | رأس المال (بالجنية المصري) | نسبة مساهمة البنك | م  | الشركة                    | سنة التأسيس | رأس المال (بالجنية المصري) | نسبة مساهمة البنك |
| -- | ------------------------------- | ----------- | -------------------------- | ----------------- | -- | ------------------------- | ----------- | -------------------------- | ----------------- |
| 1  | مطبعة مصر                       | 1922        | 5,000                      | 65.5٪             | 12 | مصر للغزل والنسيج         | 1927        | 300,000                    | 26.4٪             |
| 2  | مصر لحلج الأقطان                | 1924        | 30,000                     | 23.1٪             | 13 | مصر للطيران               | 1932        | 20,000                     | 46.8٪             |
| 3  | مصر للنقل والملاحة              | 1925        | 40,000                     | 84.7٪             | 14 | بيع المصنوعات المصرية     | 1932        | 5,000                      | 28٪               |
| 4  | مصر للتمثيل والسينما ستوديو مصر | 1925        | 15,000                     | 81.2٪             | 15 | مصر للتأمين               | 1934        | 200,000                    | 43٪               |
| 5  | مصر حلوان للغزل والنسيج         | 1927        | 10,000                     | 74.1٪             | 16 | مصر للملاحة البحرية       | 1934        | 100,000                    | 50.4٪             |
| 6  | مصر لتصدير الأقطان              | 1930        | 160000                     | 61.3٪             | 17 | مصر للسياحة               | 1934        | 7,000                      | 48.2٪             |
| 7  | مصر للغزل والنسيج الرفيع        | 1938        | 250,000                    | 48.7٪             | 18 | مصر لأعمال الإسمنت المسلّح | 1938        | 6,000                      | 5.6٪              |
| 8  | مصر صباغي البيضا                | 1938        | 250,000                    | 36٪               | 19 | مصر لصناعة وتجارة الزيوت  | 1938        | 300,000                    | 77.9٪             |
| 9  | مصر للمستحضرات الطبية           | 1940        | 10,000                     | 9.8٪              | 20 | مصر للحرير الصناعي        | 1946        | 2 مليون                    | 8.6٪              |
| 10 | مصر للفنادق                     | 1955        | مليون                      | 5٪                | 21 | مصر للألبان والأغذية      | 1956        | 400,000                    | 19.1٪             |
| 11 | مصر شبين الكوم للغزل والنسيج    | 1959        | 2 مليون                    | 25٪               | 22 | مصر لصناعة الكيماويات     | 1959        | 2 مليون                    | 25٪               |

## الخدمات
صناديق الاستثمار
تأسست الإدارة العامة لصناديق استثمار مصرف مصر عام 1994 بهدف توسيع نطاق المنتجات المصرفية مع الأخذ في الاعتبار معياري المرونة وانخفاض التكلفة، يدير بنك مصر استثمارات عملائة من الأفراد، الشركات والمؤسسات على حد سواء مع تطبيقه لخطط استثمار طويلة وقصيرة الأجل؛ حيث يدير بنك مصر ثمانية صناديق استثمار كل واحد منها له إستراتيجية منفصلة عن الآخر، مع إتاحة الفرصة للاختيار أمام المستثمرين بما يتفق مع حالته من حيث قدرته الاستثمارية، ويتعامل البنك مع الشركات المتخصصة في مجال تمويل وإدارة حافظة الأوراق المالية، وقد حصل البنك على جائزة أفضل مصرف في أفريقيا والشرق الأوسط للسنة الثانية على التوالي لإدارة النقد.
- صندوق استثمار بنك مصر الإصدار الأول - الأول.
- صندوق استثمار بنك مصر - الإصدار الثاني نمو رأسمالي.
- صندوق استثمار بنك مصر الثالث ذو العائد التراكمي والتوزيع الدوري
- صندوق بنك مصر الرابع وفقا لأحكام الشريعة الإسلامية (صندوق الحصن).
- صندوق استثمار بنك مصر التراكمي مع التأمين على الحياة وضمان رأس المال (صندوق العمر).

تأسيس الشركات

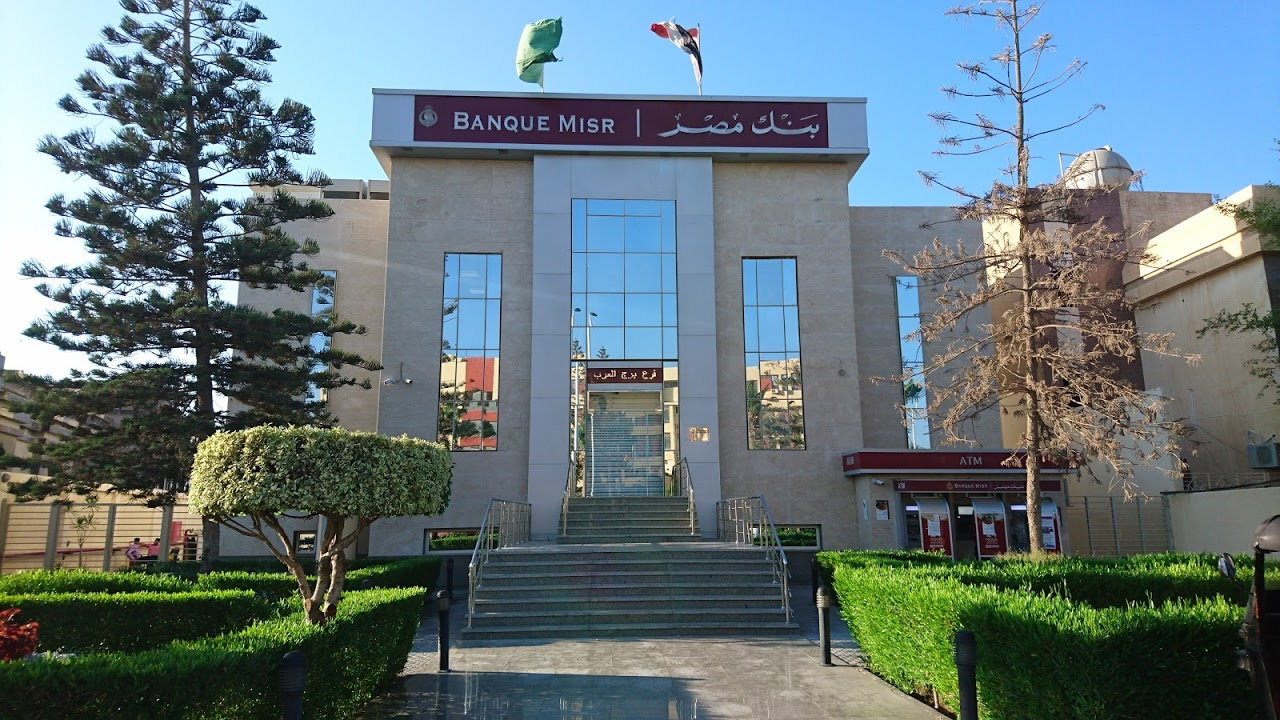
فرع برج العرب الجديدة.

- تأسيس المشروعات نيابة عن الغير والحصول على كافة الموافقات والتراخيص من الجهات الرسمية وإعداد عقود التأسيس والنظام الأساسي واللوائح واتخاذ إجراء الشهر والنشر والتسجيل.
- تنظيم الاكتتاب في المشروعات الجديدة.
- زيادة أسهم رأس مال الشركات القائمة وإنهاء إجراءاتها وإصدار شهادات الإيداع.
- الترويج للسندات لصالح الشركات والهيئات.
- تصفية الشركات واتخاذ كافة الإجراءات المالية والقانونية والضريبية المتعلقة بذلك.
- قيد أسهم الشركات في الحفظ المركزي.
- تقييم أصول الشركات واستخراج القيمة العادلة للسهم بالاشتراك مع مكاتب الخبرة المتخصصة.

التسويق العقاري

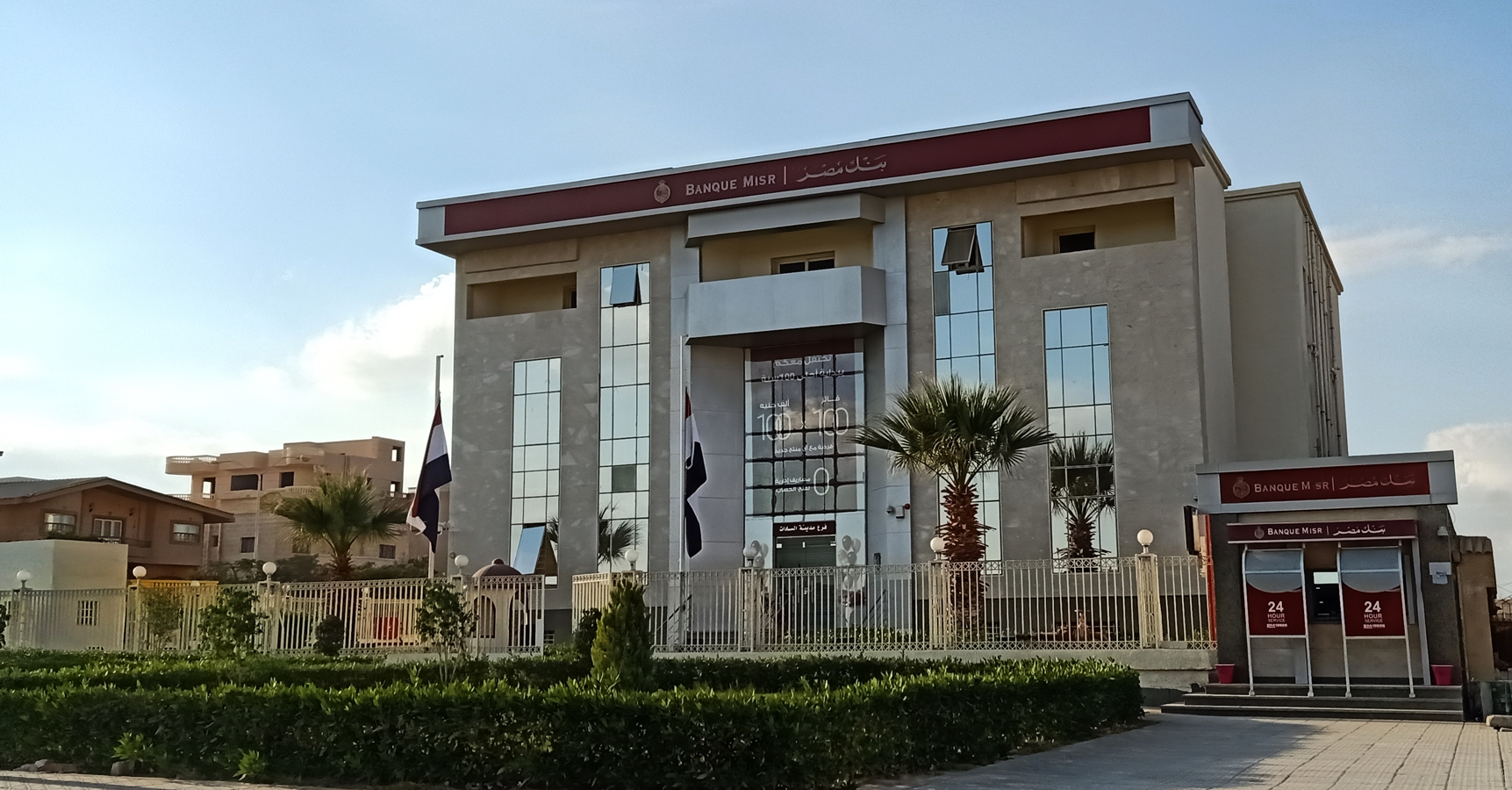
فرع مدينة السادات.

- إجراءات التصرفات العقارية والزراعية بيعاً وشراء نيابة عن العملاء.
- خدمات المزادات لتسويق العقارات بكافة أنواعها.
- بيع وشراء العقارات والوحدات السكنية والإدارية لصالح العملاء.
- الترويج للمشروعات الصناعية والسياحية – الوحدات السكنية والوحدات الإدارية – فيلات – مصايف ومشاتي – والبيع المباشر لصالح العملاء.

إدارة الأموال
- تقديم المشورة الفنية والخبرات اللازمة لإنشاء المشروعات.
- أعمال الوكالة عن الغير في سداد الالتزامات الدورية لدي الهيئات والمصالح الحكومية.
- تصفية التركات في مصر والخارج وإجراء القسمة بين الورثة.
- سي أي كابيتال القابضة للاستثمارات المالية

خدمات أخرى
- إعداد دراسات الجدوى الاقتصادية للمشروعات لصالح العملاء مع مكاتب الخبرة المتخصصة.
- الإعداد لإقامة المعارض والندوات والمؤتمرات الخارجية والداخلية.
- كافة الخدمات غير التقليدية.

يقدّم مصرف مصر نظام الخدمة المصرفية التليفونية باستخدام أحدث ما وصلت إليه تكنولوجيا الاتصالات وذلك عن طريق الاتصال بالمصرف هاتفيا برقم 19888 حيث تتوافر السرية الكاملة في تعامل العميل مع حساباته بالمصرف باستخدام رقم سري ورقم مسلسل لكل حساب يرغب العميل في التعامل به من خلال هذه الخدمة التي تتيح له معرفة أرصدة حساباته وآخر خمس حركات تمت على هذا الحساب.
- التعريف بالخدمات المصرفية المختلفة
- استشارات مصرفية لاستثمار أموالك
- تلقي المقتراحات وحل المشاكل طوال أيام الاسبوع
- إمكانية الاتصال من أي تليفون أرضي أو من أي محمول
- خدمة عملاء البطاقات متاحة 24 ساعة
- خدمة الإنترنت

قام بنك مصر بإنشاء خدمة الإنترنت أو ما يسمى On line banking والتي تتيح للعملاء المشتركين في هذه الخدمة من الاستعلام عن حركات حساباتهم وكذلك الاستعلام عن الرصيد وذلك عن طريق الإنترنت.
- محفظة بنك مصر

هي خدمة أطلقها البنك في مارس 2017 وهي خدمة خاصة بالدفع الإلكتروني عن طريق الهاتف المحمول، وتتيح هذه الخدمة استخدام الهاتف المحمول في إيداع الأموال في حساب المحفظة وسحبها، تحويل الأموال من حساب محفظة إلى حساب محفظة هاتف محمول آخر، سداد فواتير المرافق، شحن رصيد شركات الاتصالات، التبرعات، دفع التذاكر، استقبال التحويلات الخارجية ودفع قيمة المشتريات من أي تاجر لديه حساب المحفظة.

## مناطق الخدمة
- مصر

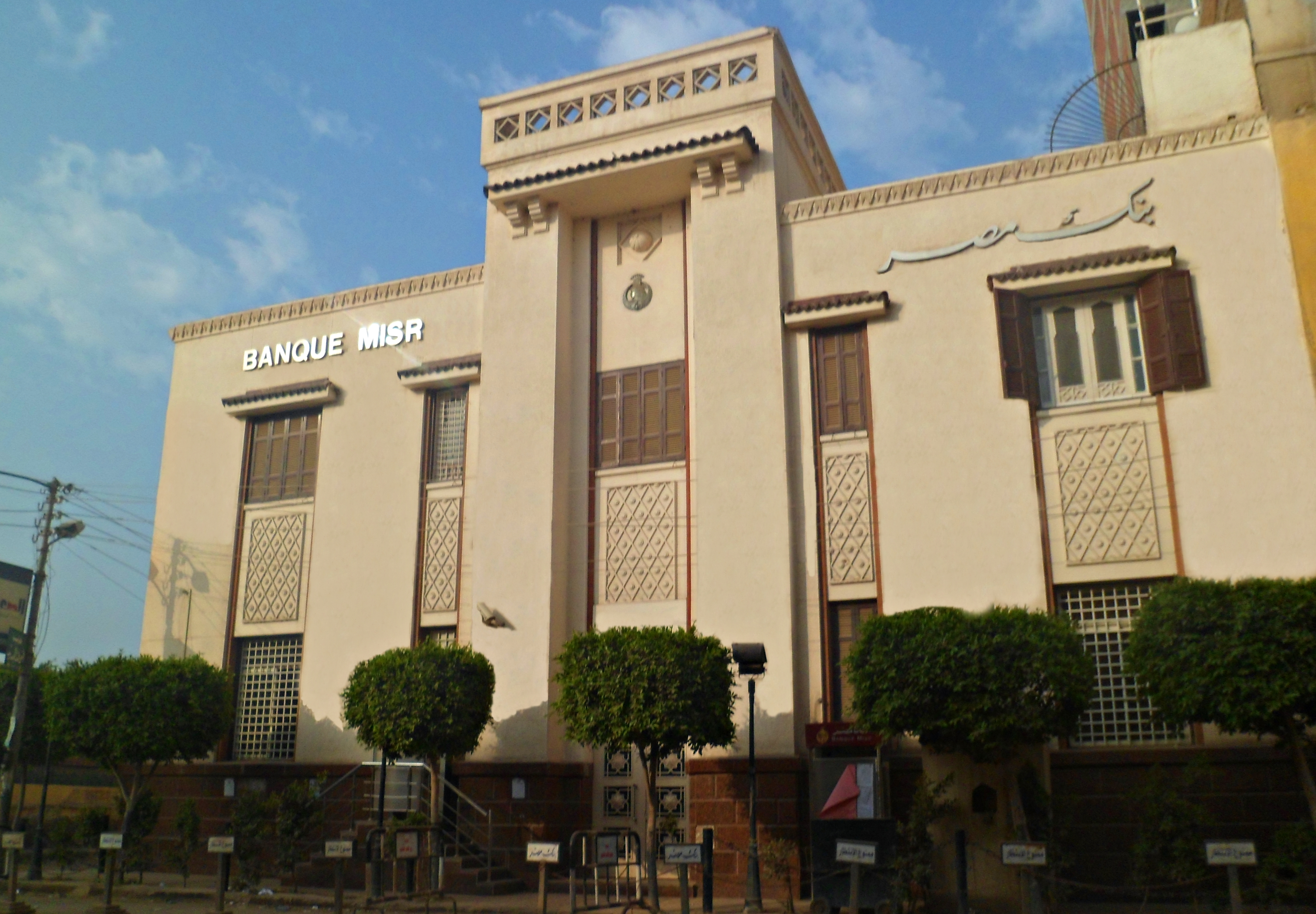
فرع دسوق.

يظهر دور بنك مصر في جميع المجالات الاقتصادية معتمداً في ذلك على انتشاره الجغرافي من خلال فروعه العديدة داخل مصر وخارجها وشبكة المراسلين في كافة أنحاء العالم. يعتبر بنك مصر المصرف الرائد محليا وإقليميا في إرساء أحدث القواعد للنظم والخدمات المصرفية في مصر، ويمتلك مركزاً للحاسبات الآلية يرتبط به فروعه التي تبلغ أكثر من 626 فرع ويعد هذا المركز واحداً من أكبر مراكز الحاسبات الآلية في الشرق الأوسط، وتمتد شبكة اتصالات الحاسب الآلي لتغطي كل فروعه على مستوى الجمهورية كما يمتلك مصرف مصر شبكة كبيرة لآلات الصرف الذاتي تبلغ حوالى 2516 آلة التي تنتشر في معظم أنحاء مصر، قام بنك مصر في أعوام 2005-2006 وحتى 2009 من الانتهاء من برنامج مصرفي جديد يربط جميع فروعه بشبكة واحدة تتيح للعملاء أداء الخدمات المصرفية من أي فرع من فروعه وبنفس الكفاءة، كما قام بنك مصر بإنشاء عدد من الفروع الإسلامية وصل إلى 32 فرعاً إسلامياً بنهاية عام 2009 على الجانب الآخر يتميز بنك مصر بوجود مركز للبطاقات يعد الأول والأكبر في مصر، كما أنه المصرف الأول في مصر في استخدام البطاقات الإلكترونية الذكية وكذلك بالإضافة إلى مساهمتة في العديد من المشروعات الاستثمارية داخل مصر.
- الإمارات العربية المتحدة

بنك مصر - الإمارات تأسس سنة 1974 تحت اسم بنك القاهرة، وتم تغيير الاسم عام 2008 ليصبح بنك مصر، يبلغ عدد فروعه خمسة فروع في الإمارات العربية المتحدة
- لبنان

بنك مصر - لبنان يعد من أقدم المصارف اللبنانية، تأسس عام 1929، ويملك 18 فرعا في كافة المناطق اللبنانية، ويبلغ رأسماله 100 مليار ليرة لبنانية.
- فرنسا
- ألمانيا
- السعودية

في 6 إبريل 2021م، صدرت موافقة مجلس الوزراء السعودي على الترخيص لبنك مصر بفتح فرع له في المملكة.

## المسئولية الاجتماعية

شعار مؤسسة مصرف مصر لتنمية وخدمة المجتمع

تعد المسئولية الاجتماعية إحدى أهم المحاور الرئيسية التي يؤمن بها البنك والتي من خلالها يشارك في العديد من الأنشطة الداعمة للتنمية الاجتماعية في مصر، لذا تم إنشاء مؤسسة غير هادفة للربح هي «مؤسسة مصرف مصر لتنمية وخدمة المجتمع» وهي مسجلة بوزارة التضامن الاجتماعي المصرية، وتعتبر تلك المؤسسة ذات كيان قانوني مستقل عن البنك، يديرها مجلس للأمناء ومن أنشطتها:
- التركيز على مجالات الصحة، التعليم، الثقافة، التنمية الاقتصادية وحماية البيئة.
- مساندة ودعم المجتمع المدني في تنفيذ المشروعات التنموية.
- مساندة ودعم الأنشطة ذات التأثير القوي على التنمية والتي تقوم بها مؤسسات المجتمع المدني.
- تقديم المنح الدراسية لطلبة الجامعة المتفوقين.
- تقديم الدعم المالي وكافة أوجه الدعم الأخرى لمراكز البحث العلمي، المدارس، الجامعات والمستشفيات العامة.
- مساعدة كبار السن وذوي الاحتياجات الخاصة للعيش بشكل طبيعي.

## وصلات خارجية
- الموقع الرسمي